# Theodor Zeise (Unternehmen)

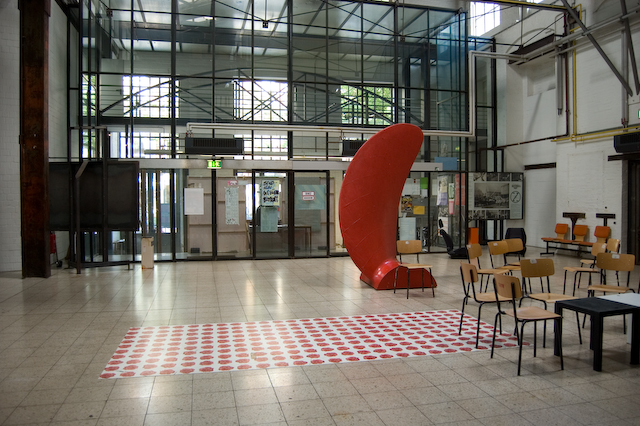
Ehemalige Werkhalle der Giesserei Theodor Zeise

Die Theodor Zeise GmbH & Co wurde vom Unternehmer Theodor Zeise 1868 in Altona a.d. Elbe gegründet. Das Unternehmen entwickelte sich bis zu seinem Konkurs im Jahre 1979 zur größten deutschen Schiffspropellerfabrik. Es wurden Propeller bis zu einem Gesamtgewicht von 61 Tonnen und einem Durchmesser bis zu 9,4 m hergestellt. Die Maxim Gorkiy und der Supertanker Tina Onassis wurden mit Zeiseschrauben angetrieben. Auf dem Gebiet des Entwurfes und der Berechnung von Propellern für hohe Leistungen (Supertanker, Containerschiffe, Ro/Ro-Schiffe, Gastanker) war Zeise durch die Konstrukteure Hans Brehme und Klaus Meyne weltweit führend. Als erste Propellerfirma entwickelte Zeise den hydraulischen Propeller-Wellenverband und das Flügel-Nabe-Modell.
1975 geriet Zeise durch hohe Ausschussraten in wirtschaftliche Schwierigkeiten. Das Unternehmen wurde daraufhin von dem viel kleineren Lübecker Konkurrenten, der Firma Schaffran Lehne & Co übernommen, blieb aber als Firma rechtlich eigenständig. In der Schiffbaukrise der Jahre 1977/78 kam es infolge Auftragsmangels erneut zu Schwierigkeiten, die trotz Unterstützung durch den Hamburger Senat nicht behoben werden konnten. Zeise musste im 112. Jahr seines Bestehens 1979 Konkurs anmelden.
Heute beherbergen die denkmalgeschützten ehemaligen Werkhallen der Firma Zeise Galerien, Restaurants und die Zeise Kinos.